# Rožany
Rožany (německy Rosenhain) je vesnice, část města Šluknov v okrese Děčín v Ústeckém kraji. Nachází se asi 3 km severně od Šluknova. Je zde evidováno 104 adres. V roce 2011 zde trvale žilo 193 obyvatel. Je zde hraniční přechod Rožany - Sohland.
Rožany je také název katastrálního území o rozloze 4,28 km2.

## Historie
Nejstarší písemná zmínka pochází z roku 1495.

## Obyvatelstvo
|                                                            | 1869 | 1880 | 1890 | 1900 | 1910 | 1921 | 1930 | 1950 | 1961 | 1970 | 1980 | 1991 | 2001 | 2011 |
| ---------------------------------------------------------- | ---- | ---- | ---- | ---- | ---- | ---- | ---- | ---- | ---- | ---- | ---- | ---- | ---- | ---- |
| Obyvatelé                                                  | 834  | 850  | 854  | 887  | 940  | 881  | 991  | 370  | 319  | 268  | 186  | 139  | 131  | 193  |
| Domy                                                       | 128  | 143  | 143  | 148  | 149  | 152  | 159  | 154  | 104  | 71   | 53   | 62   | 66   | 69   |
| Tabulka zahrnuje domy místních částí Harrachov a Královka. |      |      |      |      |      |      |      |      |      |      |      |      |      |      |

## Pamětihodnosti

### Památné stromy
- Javorová brána – bizarně srostlá dvojice javorů mléčných[souř 1]
- Lípa srdčítá v Rožanech[souř 2]
- Lípa srdčítá v Rožanech – Nové Vsi[souř 3]

### Kaple
- Novorománská kaple svatého Jana Křtitele z roku 1936.
- Výklenková kaple se sochou Piety Bohosudovské.

### Kulturní památky
- Vodní mlýn č.p. 36
- mlýnský náhon se stavidlem[8]

### Ostatní
- pomník padlým v 1. světové válce (po 2. světové válce byl pomník zničen, v roce 2014 byl podle dochovaných fotografií obnoven členy Svazu c.k. vojenských vysloužilců zemí Koruny české)[souř 4][9][10]

## Osobnosti
- Franz Rosche (1885–1944), řezbář betlémových figur, krucifixů a kostelních soch

### Souřadnice
1. ↑  51°1′40″ s. š., 14°27′2″ v. d. – Javorová brána
2. ↑  51°1′46″ s. š., 14°27′0″ v. d. – Lípa srdčítá v Rožanech
3. ↑  51°1′31″ s. š., 14°26′24″ v. d. – Lípa srdčítá v Rožanech - Nové Vsi
4. ↑  51°1′21″ s. š., 14°27′17″ v. d. – pomník padlým v 1. světové válce